# 穴山信懸
穴山 信懸（あなやま のぶとお）は、室町時代後期から戦国時代にかけての武将。

## 出自
穴山氏は甲斐国南部河内領の国人。甲斐巨摩郡穴山（韮崎市）を本貫とする一族で、明徳4年（1393年）に河内地方を領する南部氏が陸奥へ移った以降に河内へ入部したと考えられている。戦国期の甲斐では応永24年（1417年）の上杉禅秀の乱で守護・武田氏が没落すると国衆勢力が台頭し、穴山氏も郡内領主・小山田氏と共に甲斐の有力国衆として出現する。穴山氏には甲斐守護・武田信春の子・満春（武田信元）・同じく守護信重の子・信介が守護武田家から養子が入っており、信介は高野山にいた信重が永享10年（1438年）に入国するのに先立って応永30年代に河内へ入り守護武田氏の勢力回復に務めている。
守護・武田信重は甲斐国衆や守護代跡部氏との抗争が続く最中の宝徳2年（1450年）11月24日に死去したとされ（『鎌倉大草紙』『一蓮寺過去帳』）、『甲斐国志』では黒坂太郎討伐に出陣した最中に「穴山伊豆守」によって小石和の居館を焼かれ自害したという伝承を記している。なお、これに先立って同年3月19日に信懸の父・信介が死去しており、『国志』に記される穴山一族による信重襲撃の背景には穴山氏の家督などをめぐる守護武田氏と穴山氏との軋轢が考えられている。

## 略歴
信懸は長兄・乙若丸が早世していたため家督を継承し、姉妹にも守護・武田信昌室がおり武田宗家の外戚として良好な関係を築き、河内領南部（南部町）を本拠とした。
信懸の事跡が初めて現れるのは文明16年（1484年）9月で、信昌名代として堀越公方の家臣・狩野氏と共に武蔵国称名寺に参詣している。また、駿河国守護・今川氏親、伊勢宗瑞とも交流があり、文亀3年（1503年）には氏親から借用した『太平記』の筆写を行っている。
戦国期の甲斐では守護武田家の当主武田信昌・信昌の次男・油川信恵と信昌の嫡男・信縄が対立し、守護武田家の内訌が有力国衆の対立と関係して甲斐は乱国状態になり、信懸の武田宗家の内訌に関わっている。今川本『太平記』奥書（永正2年5月21日付）によれば、信懸は「当国主之叔父」と記されており、信懸は永正2年年記時点で甲斐守護であった信縄の叔父にあたると考えられているが、信懸の立場は信昌・信恵方とする説（黒田、平山）と、信縄方であったとする説（秋山）がある。
延徳2年（1490年）9月16日には「穴山・大井合戦」が起こっており、これは信懸と西郡（甲府盆地西部）の国衆大井氏の合戦であると考えられている。
延徳4年（1492年）6月頃には信縄と東郡の国衆栗原氏との「一河（市河）合戦が起きており、栗原氏の当主栗原大輔（民部大輔信遠か）が市河の大塚・大鳥居に布陣しており、同年7月23日に衝突するまで1ヶ月にわたる対峙が続いたという。『王代記』ではこの合戦の背景を信昌・信恵と信縄間の抗争としており、信懸もいずれかの立場で戦っていたと考えられている。
同年9月3日にも合戦が起こっており、この時は信濃国の諏訪矢ケ崎氏、駿河今川氏親の軍勢が介入しており、今川氏の介入は郡内地方の動向を記す『勝山記』以外の『塩山年代記』『王代記』に見られることから甲駿間の交通路のうち河内領を通過する河内路が利用され、信懸の要請であった可能性が考えられている（秋山、2009）。信昌・信恵と信縄間の抗争はその後も続き、明応7年（1498年）には明応の大地震の影響もあり和睦が成立し、信縄は甲斐守護に就任したと見られている。
文亀3年（1503年）には今川本『太平記』の書写を命じており、同書奥書（永正2年5月21日）によれば信懸は今川氏親から借用した『太平記』写本の作成において北条早雲から善本を借用したと言われ、信懸と早雲は盟約を結んでいたと考えられている。
その後も乱は甲斐の国衆勢力を巻き込んで継続し、永正2年（1505年）には信昌・信縄が相次いで死去すると、家督を継承した信直（信虎）と信恵・国衆の間で抗争が展開される。穴山氏では信直との対応を巡り内訌が発生していたと考えられており、永正10年（1513年）に信懸は子・清五郎により暗殺されている。
信懸暗殺事件の背景については同族間の家督争い、あるいは領主権力の強化に伴う矛盾のひとつと考えられているが、穴山氏内部における信虎派の信懸に対する親今川派のクーデターとする見解（平山、1999）や、信虎による策謀であるとする見解（秋山、2009）がある。
穴山氏は信懸の子・穴山信風が家督を継承すると西郡の大井氏と共に駿河今川氏に属し、本拠を南部から下山（身延町）に移転している。信虎が国衆を制圧し甲斐を統一すると穴山氏も守護武田氏に従属し、信虎期から晴信（信玄）・勝頼期には信友・信君が武田親族衆として武田家中において高い地位を占めており、信懸期には皆無であるが信友期には発給文書も出現する。

## 系譜
武田氏系図類による
- 父：穴山信介（甲斐守護・武田信重の次男）[注釈 2]
- 母：理関大師[注釈 3]
- 長兄：乙若丸（松岳院大華仁公）
- 次兄：桂林秋公
- 三兄：宝珠院殿慶余公
- 弟：詳細不明
- 姉妹：慶寿院
- 室：衆一房 穴山殿御内方（『一蓮寺過去帳』）
  - 子：信永（宗九郎）
  - 子：信堯（刑部小輔）
  - 子：信風（甲斐守）
  - 子：清五郎[注釈 4]
  - 子：武田信昌正室（信縄母か）